# Moroccan All Shares Index
Der Moroccan All Shares Index oder MASI ist der wichtigste Aktienindex der Bourse de Casablanca in Marokko. Es handelt sich um einen Börsenwert (Anzahl Aktien x Aktienpreis) aller an der Börse von Casablanca beteiligten Unternehmen. MASI wird von Maroc Telecom und den großen Banken (Attijari, BCP, Bank of Africa) dominiert.

## Geschichte
- 1986: Begründung des Indice Général Boursier (IGB)
- 2002: Auflegung der Indizes MASI, MADEX und ihren Ergänzungen
- 2004: Übernahme der Kapitalisierung in die Indexberechnung
- 2012: Auflegung der Indizes FTSE 15, FTSE All liquid MAROC

## Zusammensetzung
Mit Stand 2016 waren die folgenden die größten unternehmen im MASI: 
| Zahlen in Milliarden Dirhams | Zahlen in Milliarden Dirhams | Zahlen in Milliarden Dirhams | Zahlen in Milliarden Dirhams |
| Unternehmen                  | Unternehmen                  | Branche                      | Kapitalisierung              |
| ---------------------------- | ---------------------------- | ---------------------------- | ---------------------------- |
| 1                            | Maroc Telecom                | Telekommunikation            | 126,19                       |
| 2                            | Attijariwafa Bank            | Banken                       | 100,1                        |
| 3                            | BCP                          | Banken                       | 54,69                        |
| 4                            | Lafarge Maroc                | BTP                          | 39,59                        |
| 5                            | Bank of Africa               | Banken                       | 36,58                        |
| 6                            | Ciments du Maroc             | BTP                          | 24,62                        |
| 7                            | Taqa Maroc                   | Energie                      | 21,46                        |
| 8                            | Cosumar                      | Versicherung                 | 20,5                         |
| 9                            | SODEP MARSA MAROC            | Transport                    | 13,57                        |
| 10                           | Afriquia Gaz                 | Energie                      | 13,58                        |